# LOVE LIKE POP add.
『LOVE LIKE POP add.』（ラブライクポップ アド）は、aikoの4作目のライブ・ビデオ。2005年5月11日にポニーキャニオンより発売された。

## 概要
2004年に日本武道館および大阪城ホールにて行われた「Love Like Pop vol.8 ちょっと素敵な追加公演キラン☆」（「Love Like Pop vol.8」追加公演）の模様を収録している。

## 収録曲
1. 彼の落書き
2. 桜の時
3. 愛の病
4. 帽子と水着と水平線
5. 夢のダンス
6. アンドロメダ
7. えりあし
8. メドレー
  1. 赤い靴
  2. 傷跡
  3. more&more
  4. マント
  5. 終わらない日々
  6. ひまわりになったら
  7. September
9. 白い服黒い服
10. be master of life
11. 相合傘
12. ジェット
13. イジワルな天使よ 世界を笑え!
14. かばん
15. 天の川